# Erwin Gross (Geistlicher, 1870)
Erwin Gross (* 24. September 1870 in Riga, Gouvernement Livland, Russisches Kaiserreich; † 10. Februar (?) 1920 in Welikije Luki, Russische Sozialistische Föderative Sowjetrepublik), eigentlich Johann Erwin Groß, auch Erwin Johann Gross geschrieben, lettisch Ervins Johans Gross,  war ein deutsch-baltischer Geistlicher. Er gilt als evangelischer Bekenner und ist auf dem Rigaer Märtyrerstein verzeichnet.
Die Datumsangaben in diesem Artikel richten sich, wenn nicht anders angegeben, für den Zeitraum bis 1918 nach dem julianischen Kalender.

## Leben

### Jugend und Ausbildung
Erwin Gross war ein Sohn des Oberlehrers Dr. phil. Robert Gross (* 22. März 1832, † 1902). Er wurde in der Rigaer Petri-Kirche getauft.
Von 1877 bis 1880 ging er auf die Frommsche Elementarschule und von 1880 bis 1888 auf das Rigaer Stadtgymnasium, das er mit dem Abitur abschloss. Von 1888 bis 1893 studierte er Theologie an der Kaiserlichen Universität Dorpat. Am 6. März 1892 trat er dem Theologischen Verein Dorpat bei. Er war Mitglied der Fraternitas Rigensis. Sein Studium schloss er kandidatenmäßig ab.
Am 8. Oktober 1893 wurde er nach einer entsprechenden Prüfung vor dem livländischen Konsistorium vereidigt. Von 1894 bis 1895 verbrachte er sein Probejahr bei Pastor Pohrt in Rodenpois in Livland. 
Am 24. September 1895 wurde er in Riga von Generalsuperintendent Friedrich Hollmann ordiniert. Er diente dann von 1895 bis 1896 als Pastorvikar in Lennewarden in Livland und von September bis Oktober 1896 als Pastoradjunkt in Roop in Livland.

### Pastor von Katlekaln und Olai
Nach seiner Einsetzung durch die Rigaer Stadtgüterverwaltung, die als Patron fungierte, wurde Erwin Gross am 6. Dezember 1898 von Propst Gaehtgens in sein Amt als Pastor der Landgemeinde von Katlekaln und Olai ganz in der Nähe von Riga eingeführt. Dem Propst assistierten dabei die Pastoren Walter und Schröder. Die Stadt Riga wurde vom Stadthauptkollegen und Kirchenvorsteher von Boetticher und anderen Mitgliedern der Stadtgüterverwaltung vertreten. Anschließend fand ein gemeinsames Essen statt. Mit Gross´ Amtseinführung waren sämtliche vorherigen Vakanzen in der Pastorenschaft beseitigt.
Im Dezember 1898 heiratete Erwin Gross Marie Kügler, eine Tochter Paul Küglers.
Am Sonntag, dem 8. Augustjul. / 20. August 1899greg. um 10 Uhr, veranstaltete er ein Bibelfest in der Katlekalnschen Kirche, wobei ihn Wilhelm Taurit unterstützte.
1901 geriet Erwin Gross in einen Konflikt um Adolf von Harnacks Wesen des Christentums, das er im Widerspruch zur üblichen lutherischen Lehre sah und das er als wissenschaftlich ungenau ansah. Die Kraft Christi beschränke von Harnack auf seine Bedeutung als Religionsstifter und Vorbild, seine Inkarnation, die Sündenvergebung durch seinen stellvertretenden Kreuzestod, seine Auferstehung, seine Himmelfahrt, seine Allgegenwart, seine wirkmächtige Anwesenheit bis zum Ende der Zeiten und die Kraft des Heiligen Geistes lehne von Harnack ab. 
So kritisierte Gross eine Buchbesprechung über Wilhelm Walthers Buch Adolf Harnacks Wesen des Christentums für die Christliche Gemeinde geprüft, da diese von Gross sehr empfohlene kritische Auseinandersetzung Walthers mit von Harnack durch die Besprechung in ein zu ungünstiges Licht gestellt würde. Magister E. von Schrenck, dem Verfasser der Besprechung, warf er Voreingenommenheit für von Harnack und Auslassungen vor. Von Schrenck bezeichne von Harnack als den größeren Gelehrten und manipuliere dadurch den Leser.
Von Schrenck nahm dazu Stellung, indem er darauf hinwies, dass die Frage in einer Tageszeitung nicht in der von Gross gewünschten Ausführlichkeit diskutiert werden könne. Man solle weder wie ein Verteidiger noch wie ein Ankläger urteilen, sondern wie ein Richter.
In der Urlaubszeit hielt Erwin Gross in Bilderlingshof Strand-Gottesdienste ab, am selben Sonntag einmal in deutscher und einmal in lettischer Sprache.
Am 20. August 1903 wurde in Katlekaln sein Sohn Walter Robert Gross geboren, der später als Paläontologe bekannt wurde. 
Erwin Gross sorgte mit einer Geldsammlung für die Renovierung der Kirche von St. Olai. Spender waren Mitglieder seiner Gemeinde, er selbst und, zu einem großen Anteil, die Stadt Riga, die als Kirchenpatronin fungierte. Rechtzeitig zur Feier ihres 150-jährigen Jubiläums am Sonntag, dem 20. September 1903, konnte die Kirche nach halbjähriger Pause wieder für Gottesdienste geöffnet werden. Dabei hielt Gross in dem zuerst stattfindenden lettischen Gottesdienst eine Altarrede über Ps 84,1.11. (Siehe Ps 84,1-11 .) Danach folgte der deutsche Gottesdienst, in dem er über 1 Kor 3,11-13  predigte. Nach der Predigt berichtete er über die Geschichte der Kirche. (Das eigentliche Jubiläum war am 25. Juli.)

### Bibelanthologie
1904 verfasste Erwin Gross ein Buch mit von ihm ausgewählten Bibeltexten über Gott und die Menschenseele (siehe Kapitel „Werke“). Seine Intention war dabei, aufzuzeigen, dass die Seele des Menschen seit Urzeiten nach Gott suche. So begründet sich die fast vollständige Aufnahme des Buches Hiob in die Auswahl, in dem dieses am deutlichsten wird. Ferner wählte er Bibeltexte aus, die sich auf das Entgegenkommen Gottes dieser Suche gegenüber und das göttliche Geschenk der Gotteserkenntnis beziehen, von den Propheten bis zu Christus als Zentrum dieser Erkenntnis. Gross verwendete dabei die Übersetzung Martin Luthers. Die Texte aus den Psalmen, den Prophetenbüchern und Hiob waren dabei in Strophenform abgedruckt.

### Russische Revolution 1905
Erwin Gross wandte sich energisch gegen die Russische Revolution 1905 mit ihren atheistischen und antiklerikalen Auswüchsen. Es gab zahlreiche Drohungen gegen ihn, die er nicht beachtete. Er blieb kühl und ruhig, dennoch belastete ihn die Situation sehr. Er stellte unter diesem Eindruck bei der 71. livländischen Provinzial-Synode im August 1905 die Frage, mit welchen Mitteln die Pastoren die sozialistisch-anarchistische Bewegung bekämpfen sollten. Am Mittwoch, dem 24. August, hielt er in diesem Zusammenhang ein Referat über die sozialistische Bewegung und nannte die Mittel, die seiner Meinung nach anzuwenden seien. Er vertrat die Ansicht, die Bewegung sei durch nationale Bestrebungen ausgelöst worden, was in der anschließenden Diskussion von anderen Synodalen bestätigt wurde. Als Bekämpfungsmittel wurden Predigten, die Presse und Traktate genannt. Die Frage wurde an die Sprengelsynoden weitergeleitet.
Auf der 72. Synode im August 1906 wurde Gross´ Frage ausführlich diskutiert. Die Verlesung der Sprengelsvota zeigte, dass das von Gross zuerst genannte Mittel der Verkündigung des Evangeliums einmütige Zustimmung fand.

### Pastor in Roop
Ab Oktober 1907 diente Erwin Gross als Nachfolger von Pastor Peter Rosenberg in Roop, das abgelegen mitten im ländlichen Gebiet lag. Anfangs misstraute ihm die Gemeinde, da er deutsch-baltischer Abkunft war. Dem trat er mit seiner pflichtbewussten Tätigkeit entgegen. Tatsächlich nahm ihn die Gemeinde zunehmend an. Seine Freizeit widmete er der Theologie, insbesondere studierte er die sozialen Probleme.
Am 26. Dezember 1907 hielt er eine Rede beim geselligen Abend des Roopschen Geselligkeitsvereins, die einigen Beifall fand.
Neben seiner geistlichen Tätigkeit war Erwin Gross, ebenso wie der 1905 ermordete Pastor Karl Schilling, der 1906 ermordete Propst Ludwig Zimmermann, die 1919 von Bolschewiki hingerichteten Geistlichen Hans Bielenstein, Alexander Bernewitz, Xaver Marnitz, Arnold von Rutkowski, Christoph Strautmann, Karl Schlau, Eberhard Savary, Eugen Scheuermann und Wilhelm Gilbert und wie Pastor Gustav Cleemann, der an den Folgen seiner Gefangenschaft bei den Bolschewiki starb, ordentliches Mitglied der Lettisch-Literärischen Gesellschaft, die sich der Erforschung der lettischen Sprache, Folklore und Kultur widmete. Gross wurde zum livländischen Direktor der Gesellschaft gewählt. Die Gesellschaft wurde überwiegend von deutsch-baltischen Pastoren und Intellektuellen getragen. Für die Letten selbst war eine höhere Bildung zur Zeit der kaiserlich-russischen Vorherrschaft noch kaum zugänglich, ihre Kultur führte ein Schattendasein.
Im Februar 1914 stellte ein Korrespondent zweier lettischer Zeitungen die Behauptung auf, Gross sei bei einer Schulfeier in Rosenbeck beim Singen der Kaiserhymne nicht aufgestanden und dafür mit sechs Wochen Hausarrest bestraft worden. Gross ging gerichtlich gegen diese Behauptung vor.
Mit dem Ersten Weltkrieg begann für Erwin Gross die schwere Zeit. 1915 sollten er und seine Familie wegen angeblicher „Germanophilie“ nach Sibirien deportiert werden. Kurz vor der Vollstreckung wurde der Befehl widerrufen. Je mehr die Front sich Roop näherte, desto mehr verschlechterte sich die Situation. Gross´ Nerven waren bereits angegriffen; er konnte die Belastung nicht mehr ertragen. Mehrmals gelang es ihm, sich wieder zu seiner Arbeit zu zwingen, am Ende wurde er dabei von seinem dienstbeflissenen Adjunkten Wilhelm Grüner unterstützt. Die erste Vorherrschaft der Bolschewiki wurde für Gross zur Gefangenschaft, aus der ihn der Einmarsch der deutschen Streitkräfte befreite.
Während des nun folgenden Lettischen Unabhängigkeitskrieges, der etwa zeitgleich mit dem Abzug der deutschen Truppen begann, gelangten die Bolschewiki wieder an die Macht. Erwin Gross versuchte, sich ihnen zu entziehen, indem er im Dezember 1918 nach Riga ging. 
Am 3. Januar 1919 gelangte auch Riga unter die Vorherrschaft der Bolschewiki. Gross ging daraufhin wieder zu seiner Gemeinde und nahm sein Predigtamt wieder auf.

### Haft, Verschleppung und Tod
Nur wenig später, am 16. Januar 1919, wurde Erwin Gross festgenommen und in Wenden inhaftiert. Dort lebte er zunächst unter relativ erträglichen Haftbedingungen. Er hielt für seine Mitgefangenen Andachten ab und sang mit ihnen Kirchenlieder. Mehrmals äußerte er seine Freude über die, wie er sie nannte, wertvollen Menschen, die er hier kennenlernte. Er beklagte sich nie über sein Schicksal. Er wurde einem öffentlichen Tribunal vorgeführt. So wurde vorgegangen, weil sich in der Gegend von Wenden Unmut über die in geheimen Tribunalsitzungen gefällten Todesurteile breit gemacht hatte. Diese öffentliche Meinung führte auch dazu, dass der Pastor kein Todesurteil erhielt, sondern als Geisel in Haft blieb.
Am 12. Mai wurde er in die Russische Sozialistische Föderative Sowjetrepublik gebracht, wo er in Schutzhaft bleiben sollte. Diese Zeit sollte die schwerste für den Pastor werden. Er musste öfter das Gefängnis wechseln. In dieser Zeit, im Sommer 1919, verkaufte er seine Winterkleider, um sich Brot kaufen zu können, da er hoffte, bald freigelassen zu werden.
Im September 1919 reiste ein Delegierter des dänischen Roten Kreuzes namens Lukjanow nach Moskau, um sich nach insgesamt 43 Verschleppten zu erkundigen. Pastor Oskar Bidder, der ebenfalls zu den Geiseln gehörte, war inzwischen verstorben. Gross befand sich zu dieser Zeit in Rositten.
Welikije Luki im Gouvernement Pskow wurde der endgültige Haftort für ihn. Die Gefängniszelle war für acht Gefangene ausgelegt, tatsächlich wurde sie mit 40 Personen, darunter Gross, belegt. Der Boden bestand nur aus Lehm, der ständig nass und aufgeweicht war und als Schlafplatz diente. Aufgrund der Enge der Zelle kamen die lehmverschmierten Stiefel der Gefangenen nachts immer wieder in Kontakt mit Körper oder Gesicht anderer Gefangener. Der Pastor erkrankte am Magen. Die schlechte Ernährung zwang ihn nur deswegen nicht in die Bettlägerigkeit, weil er für eine gewisse Zeit Hilfen von Gemeindemitgliedern, die nach Welikije Luki geflohen waren, und in Russland lebenden, aus dem Baltikum stammenden Freunden, die von seinem Schicksal gehört hatten, erhalten hatte. 
Da er seine Winterkleider verkauft hatte, war er im Winter 1919/20 nur mit einem Hemd und einem sommerlichen Überzieher bekleidet. Er fror stark, so dass der Hunger sich noch stärker auswirkte. Sein letztes bekanntes Lebenszeichen datiert auf das Jahr 1920, als er von Gefängnissoldaten, die ihn stützen mussten, nahezu bewusstlos aus der Badstube in seine Zelle zurückgeschleppt wurde. So hörte ein anderer Pastor, der im selben Gefängnis inhaftiert war, sich aber nicht mit ihm treffen konnte, wie Gross rief:

„Helft mir!“

Zurück in der Zelle verhungerte Erwin Gross nun schließlich im Alter von 50 Jahren. Sein genaues Todesdatum ist unbekannt. Teilweise wird der Februar angenommen, während der genannte Amtsbruder vom März ausging. Die Gefangenen waren allerdings so gegen die Außenwelt abgeschottet, dass sie das Zeitgefühl verloren hatten.

## Schriften
- Die heilige Schrift. In: Jeannot Emil von Grotthuß: Bücher der Weisheit und Schönheit, Reihe 1, Greiner & Pfeiffer, Stuttgart 1904.
- Ist die Einführung von Einzelkelchen bei der Abendmahlsfeier eine berechtigte Forderung? In: Mitteilungen und Nachrichten für die evangelische Kirche in Rußland, Dezember 1904.[28]